# Nourdin Boukhari
Pour les articles homonymes, voir Boukhari.
Nourdin Boukhari (en arabe : نور الدين البخاري), né le 30 juin 1980 à Rotterdam (Pays-Bas), est un footballeur international marocain. Évoluant au poste de milieu offensif. Il fait partie du Club van 100.

## Biographie
Né aux Pays-Bas, Nourdin Boukhari y a fait l'essentiel de sa carrière (Sparta Rotterdam, NAC Breda, Ajax Amsterdam) avant de rejoindre le FC Nantes à la fin de son contrat avec le club amstellodamois. Il a néanmoins décidé de représenter le Maroc, d'où sa famille est originaire.
Doté d'une belle frappe de balle et habile sur coups de pied arrêtés, ce gaucher n'a jamais trouvé sa place au FC Nantes, où on lui a reproché une trop grande nonchalance lors des phases défensives. 
Régulièrement mis à l'écart à Nantes par les entraineurs successifs (Le Dizet, Eo), Boukhari est prêté à sa demande à AZ Alkmaar, espérant se relancer dans le championnat de son pays natal.
Il signe en juillet 2007 un contrat de trois ans pour le Sparta Rotterdam, avant d'être transféré, en janvier 2009, à NAC Breda, club où il avait déjà évolué lors de la saison 2003-2004.
Prêté lors de la saison 2010-2011 au Wisła Cracovie, il ne convainc pas même après avoir marqué le seul but de son club lors du derby face au Cracovia, et ne participe que très peu à la victoire du Wisła en championnat.
Le 29 août 2013, Nourdin Boukhari s'est engagé pour une saison avec Haaglandia, un club évoluant en troisième division néerlandaise, mais quelques jours plus tard, ce transfert a été annulé par la KNVB à cause de problèmes administratifs. Fin janvier 2014, il retrouve une équipe en signant jusqu'à la fin de la saison avec le Sparta Rotterdam, club de ses débuts.

## Palmarès
| Ajax Amsterdam - Coupe des Pays-Bas (1) : - Vainqueur : 2005-06. - Supercoupe des Pays-Bas (1) : - Vainqueur : 2005. |  | Wisła Cracovie - Championnat de Pologne (1) : - Champion : 2010-11. |

## Statistiques

### Statistiques détaillées par saison
Le tableau ci-dessous récapitule les statistiques en match officiel de Nourdin Boukhari depuis ses débuts professionnels, :
| Saison                | Club                  | Championnat           | Championnat | Championnat | Coupe(s) nationale(s) | Coupe(s) nationale(s) | Compétition(s) continentale(s) | Compétition(s) continentale(s) | Compétition(s) continentale(s) | Autres compétitions | Autres compétitions | Autres compétitions | Total | Total |
| Saison                | Club                  | Division              | M.          | B.          | M.                    | B.                    | Comp.                          | M.                             | B.                             | Comp.               | M.                  | B.                  | M.    | B.    |
| 1999-2000             | Sparta Rotterdam      | Eredivisie            | 17          | 3           | -                     | -                     | -                              | -                              | -                              | -                   | -                   | -                   | 17    | 3     |
| 2000-2001             | Sparta Rotterdam      | Eredivisie            | 31          | 3           | 4                     | 5                     | -                              | -                              | -                              | BR                  | 6                   | 3                   | 41    | 11    |
| 2001-2002             | Sparta Rotterdam      | Eredivisie            | 28          | 7           | 4                     | 3                     | -                              | -                              | -                              | BR                  | 5                   | 2                   | 37    | 12    |
| Sous-total            | Sous-total            | Sous-total            | 76          | 13          | 8                     | 8                     | -                              | -                              | -                              | -                   | 11                  | 5                   | 95    | 26    |
| 2002-2003             | Ajax Amsterdam        | Eredivisie            | 22          | 6           | 3                     | 1                     | C1                             | 4                              | 0                              | -                   | -                   | -                   | 29    | 7     |
| 2004-2005             | Ajax Amsterdam        | Eredivisie            | 23          | 4           | 1                     | 0                     | C1+C3                          | 4+2                            | 0+0                            | -                   | -                   | -                   | 30    | 4     |
| 2005-2006             | Ajax Amsterdam        | Eredivisie            | 24          | 4           | 3                     | 1                     | C1                             | 9                              | 1                              | JCS+POLC            | 1+4                 | 1+1                 | 41    | 8     |
| Sous-total            | Sous-total            | Sous-total            | 69          | 14          | 7                     | 2                     | -                              | 19                             | 1                              | -                   | 5                   | 2                   | 100   | 19    |
| 2003-2004             | NAC Breda             | Eredivisie            | 28          | 5           | 3                     | 2                     | -                              | -                              | -                              | -                   | -                   | -                   | 31    | 7     |
| Sous-total            | Sous-total            | Sous-total            | 28          | 5           | 3                     | 2                     | -                              | -                              | -                              | -                   | -                   | -                   | 31    | 7     |
| 2006-2007             | FC Nantes             | Ligue 1               | 9           | 2           | 2                     | 0                     | -                              | -                              | -                              | -                   | -                   | -                   | 11    | 2     |
| Sous-total            | Sous-total            | Sous-total            | 9           | 2           | 2                     | 0                     | -                              | -                              | -                              | -                   | -                   | -                   | 11    | 2     |
| 2006-2007             | AZ Alkmaar            | Eredivisie            | 10          | 0           | 3                     | 2                     | C3                             | 5                              | 1                              | POLC                | 3                   | 0                   | 21    | 3     |
| Sous-total            | Sous-total            | Sous-total            | 10          | 0           | 3                     | 2                     | -                              | 5                              | 1                              | -                   | 3                   | 0                   | 21    | 3     |
| 2007-2008             | Sparta Rotterdam      | Eredivisie            | 32          | 8           | 2                     | 2                     | -                              | -                              | -                              | -                   | -                   | -                   | 34    | 10    |
| Sous-total            | Sous-total            | Sous-total            | 32          | 8           | 2                     | 2                     | -                              | -                              | -                              | -                   | -                   | -                   | 34    | 10    |
| 2008-2009             | Al Ittihad Djeddah    | SPL                   | -           | -           | -                     | -                     | -                              | -                              | -                              | -                   | -                   | -                   | 0     | 0     |
| Sous-total            | Sous-total            | Sous-total            | -           | -           | -                     | -                     | -                              | -                              | -                              | -                   | -                   | -                   | 0     | 0     |
| 2008-2009             | NAC Breda             | Eredivisie            | 17          | 5           | 3                     | 2                     | -                              | -                              | -                              | POLE                | 3                   | 0                   | 23    | 7     |
| Sous-total            | Sous-total            | Sous-total            | 17          | 5           | 3                     | 2                     | -                              | -                              | -                              | -                   | 3                   | 0                   | 23    | 7     |
| 2009-2010             | Kasımpaşa             | Süper Lig             | 4           | 0           | -                     | -                     | -                              | -                              | -                              | -                   | -                   | -                   | 4     | 0     |
| Sous-total            | Sous-total            | Sous-total            | 4           | 0           | -                     | -                     | -                              | -                              | -                              | -                   | -                   | -                   | 4     | 0     |
| 2010-2011             | Wisła Cracovie        | Ekstraklasa           | 9           | 1           | 1                     | 0                     | -                              | -                              | -                              | -                   | -                   | -                   | 10    | 1     |
| Sous-total            | Sous-total            | Sous-total            | 9           | 1           | 1                     | -                     | -                              | -                              | -                              | -                   | -                   | -                   | 10    | 1     |
| 2011-2012             | Kasımpaşa             | 1. Lig                | 3           | 0           | -                     | -                     | -                              | -                              | -                              | -                   | -                   | -                   | 3     | 0     |
| Sous-total            | Sous-total            | Sous-total            | 3           | 0           | -                     | -                     | -                              | -                              | -                              | -                   | -                   | -                   | 3     | 0     |
| 2011-2012             | NAC Breda             | Eredivisie            | 10          | 2           | -                     | -                     | -                              | -                              | -                              | -                   | -                   | -                   | 10    | 2     |
| Sous-total            | Sous-total            | Sous-total            | 10          | 2           | -                     | -                     | -                              | -                              | -                              | -                   | -                   | -                   | 10    | 2     |
| 2012-2013             | RKC Waalwijk          | Eredivisie            | 26          | 1           | 2                     | 1                     | -                              | -                              | -                              | -                   | -                   | -                   | 28    | 2     |
| Sous-total            | Sous-total            | Sous-total            | 26          | 1           | 2                     | 1                     | -                              | -                              | -                              | -                   | -                   | -                   | 28    | 2     |
| 2013-2014             | Sparta Rotterdam      | Jupiler League        | 11          | 0           | -                     | -                     | -                              | -                              | -                              | POP                 | 6                   | 1                   | 17    | 1     |
| Sous-total            | Sous-total            | Sous-total            | 11          | 0           | -                     | -                     | -                              | -                              | -                              | -                   | 6                   | 1                   | 17    | 1     |
| Total sur la carrière | Total sur la carrière | Total sur la carrière | 304         | 51          | 31                    | 19                    | -                              | 24                             | 2                              | -                   | 28                  | 8                   | 387   | 80    |

### Sélections en équipe nationale
| Caps | Date       | Match                  | Lieu     | Score | Compétition      | But |
| 1    | 14/11/2001 | Maroc - Zambie         | Rabat    | 1 - 0 | Amical           | --  |
| 2    | 13/01/2002 | Maroc - Guinée         | Rabat    | 2 - 1 | Amical           | --  |
| 3    | 26/01/2002 | Burkina Faso - Maroc   | Ségou    | 1 - 2 | CAN 2002         | --  |
| 4    | 30/01/2002 | Afrique du sud - Maroc | Ségou    | 3 - 1 | CAN 2002         | --  |
| 5    | 30/04/2003 | Maroc – Côte d’Ivoire  | Rabat    | 0 - 1 | Amical           | --  |
| 6    | 17/11/2004 | Maroc – Burkina        | Rabat    | 4 - 0 | Amical           | 1   |
| 7    | 03/09/2005 | Maroc – Botswana       | Rabat    | 1 - 0 | Elim.CAN/CM 2006 | --  |
| 8    | 08/10/2005 | Tunisie - Maroc        | Radès    | 2 - 2 | Elim.CAN/CM 2006 | --  |
| 9    | 09/01/2006 | Maroc - RD Congo       | Rabat    | 3 - 0 | Amical           | --  |
| 10   | 02/09/2006 | Maroc - Malawi         | Rabat    | 2 - 0 | Elim. CAN 2008   | --  |
| 11   | 15/11/2006 | Maroc - Gabon          | Rabat    | 6 - 0 | Amical           | 1   |
| 12   | 25/03/2007 | Zimbabwe - Maroc       | Harare   | 1 - 1 | Elim. CAN 2008   | --  |
| 13   | 17/10/2007 | Maroc - Namibie        | Rabat    | 2 - 0 | Amical           | --  |
| 14   | 16/11/2007 | France - Maroc         | St-Denis | 2 - 2 | Amical           | --  |
| ---- | ---------- | ---------------------- | -------- | ----- | ---------------- | --- |

### Buts internationaux
| No | Date             | Lieu                                           | Adversaire   | Résultat | Compétition  |
| -- | ---------------- | ---------------------------------------------- | ------------ | -------- | ------------ |
| 1  | 17 novembre 2004 | Complexe sportif Moulay-Abdallah, Rabat, Maroc | Burkina Faso | 4-0      | Match amical |
| 2  | 15 novembre 2006 | Complexe sportif Moulay-Abdallah, Rabat, Maroc | Gabon        | 6-0      | Match amical |

## Vie privée
Nourdin Boukhari est le frère du joueur international marocain de futsal Mourad Boukhari et du joueur international néerlandais de futsal Ayoub Boukhari.
Nourdin Boukhari se marie en 2003 avec Manon Noëll, femme divorcée et ayant un fils de quatre ans qui n'est autre que le futur footballeur international néerlandais Noa Lang. C'est d'ailleurs lui qui l'inscrit à l'académie du Feyenoord Rotterdam en 2005.